# Marcel Bucard
Marcel Bucard (Saint-Clair-sur-Epte, 7 dicembre 1895 – Châtillon, 19 marzo 1946) è stato un politico francese.
Nato da famiglia piccolo-borghese, nonostante fosse destinato alla carriera ecclesiastica fu arruolato durante la prima guerra mondiale, si distinse per il suo coraggio: caporale nel 1914, a 19 anni, diventerà capitano nel 1918, fu ferito tre volte e decorato con la médaille militaire e la croce di guerra con 10 citazioni. Come la maggior parte dei combattenti di questo conflitto, ne rimase per sempre segnato; trauma aggravato, d'altronde, dalla perdita di uno dei suoi più cari amici, l'abate Léandre Marcq, ucciso a 24 anni, il 16 aprile 1917, durante la disastrosa Offensiva Nivelle.
Militò dopo la guerra nell'Action française e nel 1924, candidato del "Bloc national" alle elezioni legislative, fu battuto e si limitò allora a partecipare all'agitazione condotta in tutto il paese dai movimenti degli ex combattenti. Nel 1926 aderì, tra i primi, al Faisceau (Fascio) di Georges Valois, altro maurrassiano che scelse di schierarsi completamente a favore del fascismo, e divenne responsabile della propaganda. Tuttavia, nel 1927, quando questi, nella sua opera Le Fascisme, ritornando al suo primo ideale condannerà l'antisemitismo e accuserà Mussolini di essere un "reazionario", Bucard lo disapproverà e si volgerà verso François Coty e il suo quotidiano L'Ami du peuple come pure verso l'ex socialista antimilitarista Gustave Hervé, fondatore della milice socialiste nationale (la milizia socialista nazionale).
Nel settembre 1933, Marcel Bucard fondò il mouvement franciste, apertamente fascista e antisemita, senza dubbio il più estremista dell'epoca, e finanziato dal governo italiano. Partecipò ai moti del 6 febbraio 1934. Il movimento venne disciolto nel giugno del 1936 e Bucard fu imprigionato. Il tentativo di rifondarlo nel 1938 fu di breve durata, in quanto il partito venne ben presto ridisciolto.
Nel 1941, Bucard si schierò dalla parte del collaborazionismo e riformò il suo movimento, sotto il nome di Parti franciste. Fu uno dei cofondatori della Légion des volontaires francais contre le bolchévisme (LVF, Legione dei volontari francesi contro il bolscevismo). Tuttavia ebbe un ruolo limitato durante l'occupazione, soffrendo di vecchie ferite di guerra. Fu condannato a morte il 20 febbraio 1946 e giustiziato il 19 marzo dello stesso anno presso il forte di Châtillon.